# Jón Leifs
Jón Leifs (nascut Jón Þorleifsson l'1 de maig de 1899 - 30 de juliol de 1968) va ser un compositor, pianista i director d'orquestra islandès.

## Biografia
Jón Leifs va néixer Jón Þorleifsson, a la granja Sólheimar, llavors a la Húnavatnssýsla, al nord-oest d'Islàndia. Va marxar a Alemanya el 1916 per estudiar al Conservatori de Leipzig. Es va graduar el 1921 després d'estudiar piano amb Robert Teichmüller, però va decidir no començar una carrera com a pianista, dedicant el seu temps a la direcció i la composició. Durant aquest període també va estudiar composició amb Ferruccio Busoni, qui l'incità a "seguir el seu propi camí en la composició".
A la dècada de 1920 Jón Leifs va dirigir diverses orquestres simfòniques a Alemanya, Txecoslovàquia, Noruega i Dinamarca, convertint-se així en l'únic director islandès d'èxit internacional fins aleshores, encara que sense aconseguir mai un càrrec fix. Durant una gira per Noruega, les Illes Fèroe i Islàndia amb la Philharmoniker Hamburg, va fer els primers concerts simfònics a Islàndia l'estiu de 1926 (un total de 13 concerts amb diferents programes). Durant aquest període, també va ser molt actiu com a escriptor sobre música i interpretació musical, tant en alemany com en islandès. Entre 1925 i 1928, va viatjar per Islàndia en tres ocasions per gravar cançons populars entre la població del seu comtat natal d'Húnavatnssýsla, al nord d'Islàndia. Les seves observacions sobre això es van publicar tant en periòdics islandesos com alemanys.
Començant amb arranjaments per a piano de cançons populars islandeses, Jón Leifs va començar una activa carrera com a compositor als anys vint. A partir dels anys trenta va concentrar els seus esforços en la composició de grans obres orquestrals, algunes de les quals no es van interpretar fins després de la seva mort. La major part de la seva producció es va inspirar en fenòmens naturals islandesos. Així, la peça Hekla representa l'erupció del volcà Hekla que va presenciar. Dettifoss (op. 57) es va inspirar en Dettifoss, la segona cascada més important d'Europa. A la Simfoni Saga interpreta musicalment cinc personatges de les clàssiques sagues islandeses.
L'any 1935 Jón Leifs va ser nomenat Director Musical del Servei Nacional de Radiodifusió d'Islàndia. No obstant això, després d'haver trobat difícil implementar la seva visió per al servei de la ràdio, va renunciar al càrrec el 1937 i va tornar a Alemanya.

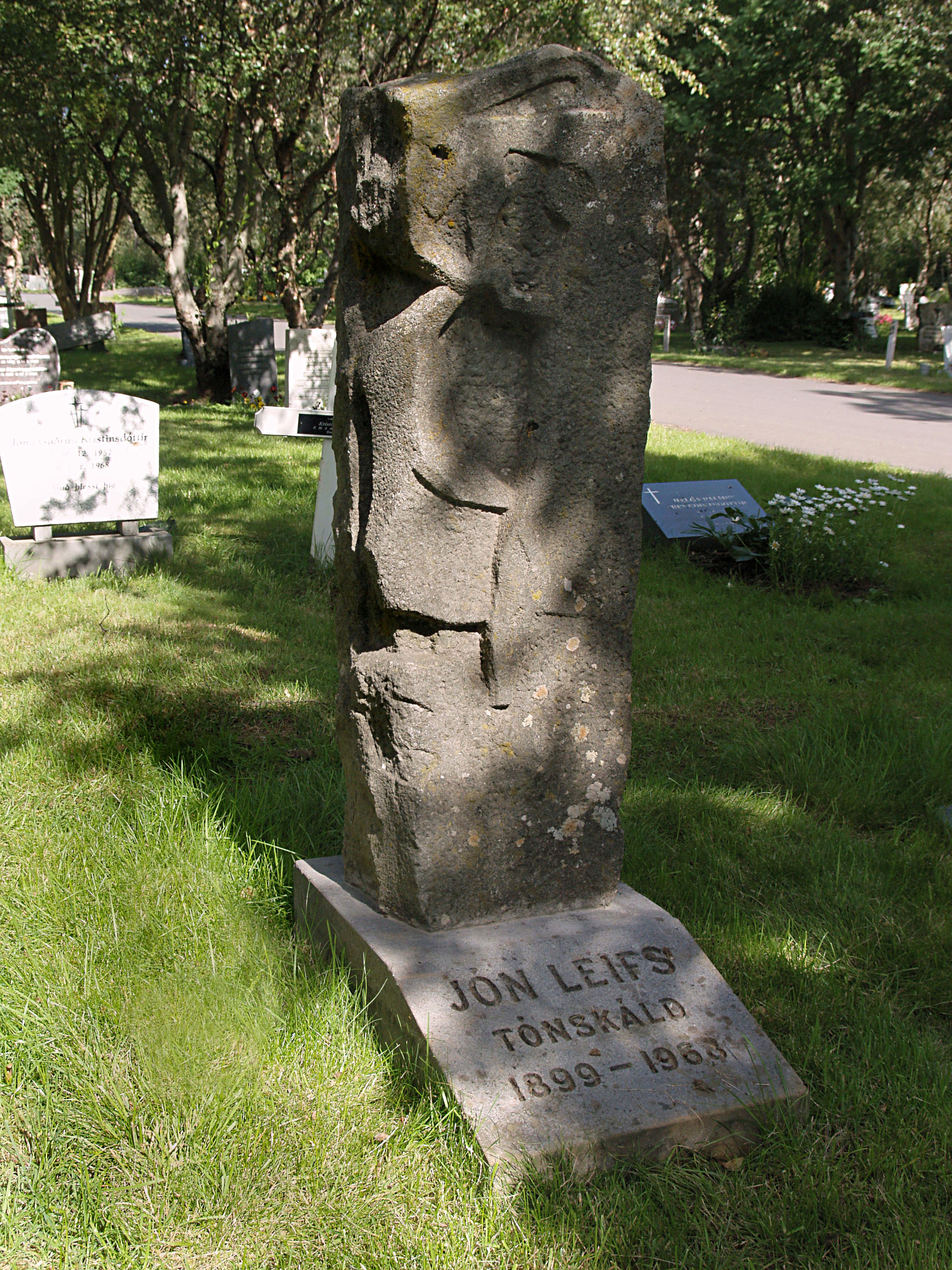
Tomba de Jón Leifs al cementiri de Fossvogsgarður a Reykjavík.

Jón Leifs es va casar amb la pianista Annie Riethof poc després de graduar-se al Conservatori de Leipzig. Van tenir dues filles, Snót i Líf, i es van establir primer a Wernigerode. Com que Riethof era jueva, la família vivia sota l'amenaça constant de la persecució nazi. El 1944, la parella va aconseguir el permís per sortir d'Alemanya i es va traslladar a Suècia amb les seves filles. Tanmateix, en aquest moment el matrimoni estava mostrant signes de tensió i es van divorciar el 1946. Més tard, Leifs es va casar, i es va divorciar, amb una dona sueca, Thea Andersson. La seva tercera esposa, que li va sobreviure, va ser Þorbjörg Jóhannsdóttir Leifs (1919–2008). El 1957 van tenir un fill, Leifur.
El 1945 Jón Leifs es va traslladar a Islàndia (deixant la seva família a Suècia) i es va convertir en un ferotge defensor de l'educació musical i dels drets dels artistes. Això va incloure treballar per a la ratificació per part d'Islàndia del Conveni de Berna, que va tenir lloc el 1947, i la creació de la Societat Islandesa pels Drets d'Actuació (STEF) el 1948.
El 1947 es va produir una tragèdia. La filla menor de Jón Leifs, Líf, es va ofegar en un accident de natació a la costa de Suècia el 1947, amb només divuit anys. Superat pel dolor, va compondre quatre obres dedicades a la seva memòria, Incloent-hi el Rèquiem op. 33b per a cor mixt, potser la seva peça més celebrada. Les altres obres són Torrek op. 33a, per a veu solista i piano, Erfiljóð (In memoriam) op. 35 per a cor masculí, i el quartet de corda Vita et mors op. 36.
Jón Leifs va compondre la seva darrera obra, Consolation, Intermezzo per a orquestra de corda, quan només li quedaven unes setmanes de vida. Va morir d'un càncer de pulmó a Reykjavík el 1968.
Jón Leifs i la seva primera dona són els protagonistes de la pel·lícula Tears of Stone (Tár úr steini) (1995) del director islandès Hilmar Oddsson. Una plaça de Bergholz-Rehbrücke (Nuthetal, Alemanya), on va viure amb la seva família des dels anys 30 fins al 1944, porta el seu nom.

## Obres
- Vökudraumur (Reverie) per a piano sol (1913)
- Torrek – Intermezzo, Op. 1 núm. 2 (peça per a piano) (1919)
- Trilogia piccola, op. 1 (1922–24)
- Quatre peces per a piano sol, op. 2 (1921)
- Estudis per a violí sol, op. 3 (1924)
- 3 cançons, op. 4 (1924)
- Preludi d'orgue, op. 5, núm. 1 (1924)
- Kyrie, cor, op. 5, núm. 2 (1924)
- Loftr-Suite, op. 6a (1925)
- Íslensk þjóðlög[4] (Cançons populars islandeses) per a piano sol (1925)
- Concert per a orgue, op. 7 (1930)
- Variacions sobre un tema de Beethoven, op. 8 (1930)
- Obertura d'Islàndia, op. 9 (1926)

- Obertura a Loftr, op. 10 (1927)

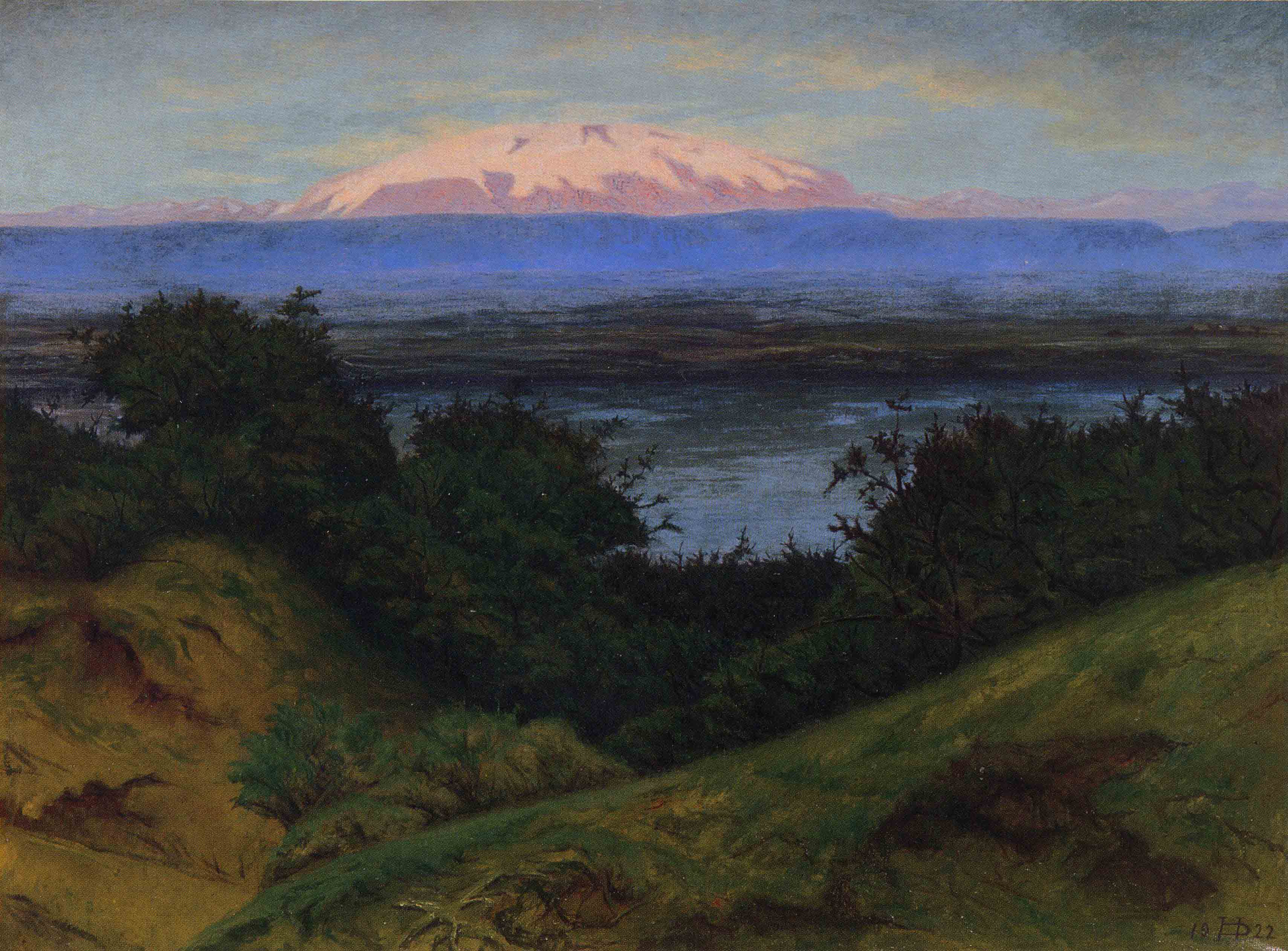
Hekla ur Laugardal

- Íslensk rímnadanslög (Danses populars islandeses), Op. 11 (1929–30)
- 3 Cançons d'Església (Himnes) per a veu i piano/orgue, op. 12a (1929)
- Cantata d'Islàndia, Op. 13 (1930)
- 2 Cançons per a veu i piano, Op. 14a (1929–30)
- Ný rímnadanslög (Noves danses islandeses), Op. 14b (1931)
- Íslendingaljóð (Poemes dels islandesos) per a cor masculí, op. 15a (1931)
- Sjavarvísur (Versos de l'oceà) per a cor masculí, op. 15b (1931)
- 3 Preludis d'orgue, op. 16 (1931)
- Íslenskir söngdansar (Cançons de dansa islandeses) per a cor i instruments ad lib, op. 17a (c. 1931)
- 2 Cançons per a veu i piano, Op. 18a (1931)
- 2 Cançons de l'Edda (Versos d'amor de l'Edda) per a tenor i piano, op. 18b (1931–32)
- Nocturn per a arpa, op. 19a (c. 1934)
- 2 Cançons populars islandeses per a veu i piano, op. 19b (1934)
- Edda, Part 1 "La creació del món", Op. 20 (1932–37)
- Mors et Vita, Op. 21 (1r Quartet de corda) (1939)
- Guðrúnarkviða, Op. 22 (1940)
- 3 Cançons per a veu i piano, Op. 23 (1941)
- 3 Cançons Saga (3 cançons de les sagues islandeses) per a tenor i piano, op. 24 (1941)
- Cançons de la Simfonia Saga per a tenor i piano, op. 25 (1941)
- Sögusinfónía (Simfonia Saga), Op. 26 (1941–42)
- 3 ættjarðarsöngvar (3 cançons patriòtiques) per a cor masculí, op. 27 (1927–43)
- 3 söngvar eftir Jónas Hallgrímsson (3 versos de Jónas Hallgrímsson) per a cor, op. 28 (1943)
- Íslendingaljóð (Poemes dels islandesos) per a cor masculí, op. 29 (1943)
- Íslendingaljóð (Poemes dels islandesos) per a cor, op. 30 (1943)
- 3 Cançons antigues per a veu i piano, Op. 31 (1944)
- 3 alþýðusöngvar (3 cançons populars) per a cor, op. 32 (1945)
- Torrek, Op. 33a (1947)
- Rèquiem, Op. 33b (1947)
- Baldr, Op.34 (1943–47), Un drama coreogràfic en dos actes
- Erfiljóð (Elegies), Op. 35 (1948)
- Vita et Mors, Op. 36 (2n Quartet de corda) (1948–51)
- Fjallasöngvar (Versos de muntanya) per a mezzosoprano, baríton, cor masculí, timbals, percussió i contrabaix, op. 37 (1948)
- Þorgerðarlög (Cançons de Thorgerdur) per a cor masculí, flauta, viola i violoncel, op. 38 (1948)
- 2 söngvar (2 cançons) per a cor masculí, op. 39 (1948–61)
- Reminiscence du nord, Op. 40 (1952)
- Landfall – Obertura, op. 41 (1955)
- Edda, Part 2, "Líf guðanna" (Les vides dels déus), oratori per a soli, cor i orquestra, op. 42 (1951–66)
- Invocació de baptisme per a baríton i orgue, op. 43 (1957)
- Trois peintures abstraites, Op. 44 (Þrjú óhlutræn málverk) (1955)
- Cançons commemoratives sobre la mort de Jónas Hallgrímsson per a mezzosoprano/baríton i piano, op. 45 (1958)
- Vorvísa (Cançó de primavera), Op. 46 (1958)
- Turmglockenspiel über Themen aus Beethovens Neunter Simfonia per a carilló (1958)
- Das Leben muss trotz allem Stets weiter gehen for carilló (1958)
- Es ist ein Ros entsprungen per a cançó popular, cor (arr. 1958)
- Stand, House of Stone per a tenor i piano, op. 47a (1958)
- Jónas Hallgrímsson in memoriam, Op. 48 (1961)
- Cançó de nois, "Strákalag", op. 49 (1961)
- Quintet, op. 50 per a flauta/piccolo, clarinet, fagot, viola i violoncel (1961)
- Geysir, Op. 51 (1961)
- Hekla, Op. 52 (1961) per a orquestra i percussió
- Elegia, Op. 53 (1961)
- Víkingasvar (La resposta del víking), op. 54 (1962), Intermezzo per a conjunt de vent, percussió, violes i contrabaix
- Bé I, Op. 55 (1963) (Adéu a la vida terrenal)
- Fine II, Op. 56 (1963) (Adéu a la vida terrenal)
- Dettifoss, Op. 57 (1964)

- Scherzo concreto, Op.58 (1964)
- Nótt (Nit), op. 59 (1964)
- Darraðarljóði, Op. 60 (1964)

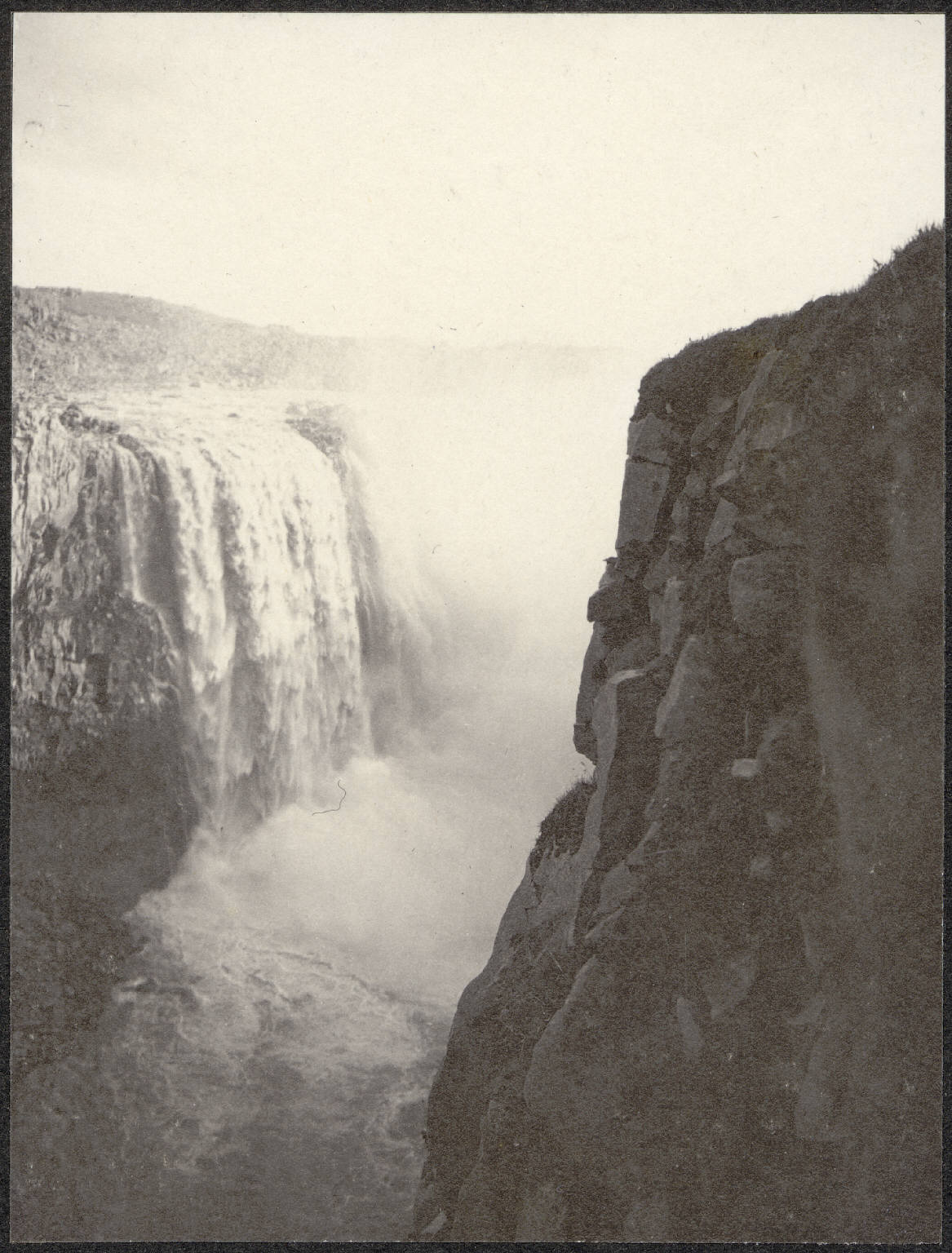
Dettifoss. (4558931050)

- Helga kviða Hundingsbana, Op.61 (1964)
- Grógaldr, Op. 62 (1965)
- Hafís (Drift Ice), Op. 63 (1965)
- El Greco, Op. 64 (3r quartet de corda) (1965)
- Heilsuheimt (La salut recuperada) per a cor (arr. 1965) [orig. obra de Ludwig van Beethoven, op. 132, núm. 2]
- Edda, Part 3 "Ragnarok" (El crepuscle dels déus), oratori per a soli, cors i orquestra, op. 65 (1966–68, incomplet)
- Hughreysting (Consolació), Intermezzo per a orquestra de corda, Op. 66 (1968)

### Enregistraments
L' Orquestra Simfònica d'Islàndia amb En Shao (cond.) ha interpretat Hekla Op.52 i Dettifoss, Op. 57.